# RTVideo
RTVideo это кодек Microsoft по умолчанию для Office Communications Server 2007 и клиента Microsoft Office Communicator 2007. Это проприетарная реализация Microsoft кодека VC-1 для передачи в реальном времени. Расширения Microsoft для VC-1 основаны на технология запоминания кадра и SP-кадра. Кодек также имеет улучшения системного уровня для восстановления в случае потери пакетов в IP сетях - прямую коррекцию ошибок и сокрытие ошибок.

## Лицензирование
RTVideo является проприетарным кодеком. Как и RTAudio он может быть лицензирован у Microsoft.